# Mark Harmon
Mark Harmon (født 2. september 1951) er en amerikansk skuespiller, der siden midten af 1970'erne har medvirket i en lang række af amerikanske tv-programmer og film, efter en karriere som fodboldspiller for UCLA Bruins.
Siden 2003 har Harmon spillet Leroy Jethro Gibbs i den populære CBS serie NCIS.

## Tidlige liv
Harmon blev født Thomas Mark Harmon i Burbank, Californien.
Hans far var University of Michigan All-America fodboldspiller og Heisman Trophy-vinderen Tom Harmon. Hans mor er skuespiller og kunstner Elyse Knox (født Elsie Lillian Kornbrath).
Mark har to ældre søstre, som begge engang var gift med kendte mænd: Skuespiller og maler Kristin Nelson, den tidligere hustru af sangeren Ricky Nelson, og skuespillerinde Kelly Harmon, der engang var gift med John DeLorean.
Efter at have gået på Los Angeles Pierce College som studerende og quarterback, startede Harmon på University of California, Los Angeles, og fulgte i sin fars atletiske fodspor, som quarterback for UCLA Bruins i 1972 og 1973.
Efter en forrygende kamp mod de dobbelte forsvarende nationale mestre Nebraska Cornhuskers i 1972. modtog han National Football Foundation Award for All-Round Excellence i 1973 I hans to år som quarterback under træner Pepper Rodgers' wishbone offense, vandt UCLA 17 kampe og tabte kun 5.
Han tog eksamen fra UCLA med en B.A. i kommunikation cum laude i 1974.

## Karriere
Mens han overvejede en karriere indenfor "reklame eller lov" efter eksamen, blev Harmon skuespiller og har brugt meget af sin karriere på portrættere retshåndhævende myndigheder og lægeligt personale.
En af hans første nationale tv-optrædener var sammen med sin far Tom Harmon, i en reklame for Kellogg's Produkt 19 (Product 19).
Som skuespiller fik han sin første rolle af sin søster Kristins svigerforældre, Ozzie Nelson og Harriet Nelson, i en episode af Ozzie's Girl's, som blev efterfulgt af gæsteroller i episoder af Adam-12 og Emergency!

## Personlige liv
Han arbejdede som tømrer inden succesen i hans skuespillerkarriere.
Harmon har været gift med skuespillerinden Pam Dawber siden 21. marts 1987. Parret har to sønner: Sean Thomas Harmon (født 25. april 1988), der spillede en ung Gibbs i NCIS Sæson 6 episode 4 og episode 15, og Ty Christian Harmon (født 25. juni 1992).
Harmon var svoger til nu afdøde sanger Ricky Nelson og er onkel til sangere Matthew og Gunnar Nelson fra pop duo Nelson, og skuespiller Tracy Nelson.
Harmon datede sangerinden Karen Carpenter i 1970'erne.
I 1996 fik Harmon en del avisoverskrifter, da han reddede to teenage-drenge, der var involveret i en bilulykke uden for hans hjem.
Harmon brugte en forhammer fra sin garage til at smadre vinduet i deres brændende bil, og derefter fik han dem fri fra flammerne. Han gjorde alt for at nedtone sin rolle i at redde drengenes liv.

## Filmografi
| År        | Titel                                       | Rolle                            | Andet |
| --------- | ------------------------------------------- | -------------------------------- | --- |
| 1973      | Ozzie's Girls                               | Kandidat                         | |
| 1975      | Emergency!                                  | Officer Dave Gordon              | Episode: "905-Wild" |
| 1975      | Adam-12                                     | Officer Gus Corbin               | Episode: "Gus Corbin" |
| 1975      | Police Woman                                | Paul Donin                       | Episode: "No Place to Hide" |
| 1976      | Laverne & Shirley                           | Victor, Jeep Buyer               | Episode: "Dating Slump" |
| 1976      | All's Fair                                  |                                  | Episode: "Jealousy" |
| 1976      | Police Woman                                | Stansky                          | Episode: "Tender Soldier" |
| 1976      | Delvecchio                                  | Ronnie Striker                   | Episode: "Hot Spell" |
| 1977      | Eleanor and Franklin: The White House Years | Robert Dunlap                    | TV film Nomineret - Primetime Emmy Award for Outstanding Supporting Actor – Miniseries or a Movie |
| 1977      | The Hardy Boys/Nancy Drew Mysteries         | Chip Garvey                      | Episode: "Mystery of the Solid Gold Kicker" |
| 1978      | Sam                                         | Officer Mike Breen               | 7 episoder |
| 1978      | Getting Married                             | Howie Lesser                     | TV film |
| 1978      | Little Mo                                   | Norman Brinker                   | TV film |
| 1978      | Comes a Horseman                            | Billy Joe Meynert                | |
| 1978-1979 | Centennial                                  | Captain John McIntosh            | 3 episoder |
| 1979      | Beyond the Poseidon Adventure               | Larry Simpson                    | |
| 1979-1983 | The Love Boat                               | Doug Bradbury                    | 3 episoder |
| 1979-1980 | 240-Robert                                  | Deputy Dwayne "Thib" Thibideaux  | Hovedperson, 13 episoder |
| 1980      | Flamingo Road                               | Fielding "Field" Carlyle         | TV film |
| 1980      | The Dream Merchants                         | Johnny Edge                      | |
| 1981      | Goliath Awaits                              | Peter Cabot                      | TV film |
| 1981-1982 | Flamingo Road                               | Fielding "Field" Carlyle         | Hovedperson, 37 episoder |
| 1983      | Doctor in Paradise                          | Tommy                            | |
| 1983-1986 | St. Elsewhere                               | Dr. Robert Caldwell              | Hovedperson, 70 episoder |
| 1984      | Desert Warrior                              | Gacel Sayah                      | |
| 1986      | Prince of Bel Air                           | Robin Prince                     | TV film |
| 1986      | The Deliberate Stranger                     | Ted Bundy                        | TV film Nomineret - Golden Globe Award for Best Actor – Miniseries or Television Film |
| 1986      | Let's Get Harry                             | Harry Burck, Jr.                 | |
| 1987      | Moonlighting                                | Sam Crawford                     | 4 episoder |
| 1987      | Summer School                               | Freddy Shoop                     | |
| 1987      | After the Promise                           | Elmer Jackson                    | TV movie Nomineret - Golden Globe Award for Best Actor – Miniseries or Television Film |
| 1988      | The Presidio                                | Jay Austin                       | |
| 1988      | Stealing Home                               | Billy Wyatt                      | |
| 1989      | Sweet Bird of Youth                         | Chance Wayne                     | TV film |
| 1989      | Worth Winning                               | Taylor Worth                     | |
| 1990      | Till There Was You                          | Frank Flynn                      | |
| 1990      | Kenny Rogers Classic Weekend                | Han selv                         | |
| 1991      | Dillinger                                   | John Dillinger                   | |
| 1991      | Fourth Story                                | David Shepard                    | TV film |
| 1991      | Long Road Home                              | Ertie Robertson                  | TV film |
| 1991      | Shadow of a Doubt                           | Uncle Charlie Oakley             | |
| 1991      | Cold Heaven                                 | Alex Davenport                   | |
| 1991-1993 | Reasonable Doubts                           | Detective Dicky Cobb             | Hovedperson, 45 episoder Nomineret - Golden Globe Award for Best Actor – Television Series Drama (1991) Nomineret - Golden Globe Award for Best Actor – Television Series Drama (1992)                                                       |
| 1993      | Harts of the West                           | Rodeo clown                      | Episode: "The Right Stuff" |
| 1994      | Natural Born Killers                        | Ukrediteret                      | |
| 1994      | Wyatt Earp                                  | Sheriff John Behan               | |
| 1995      | Original Sins                               | Johnathan Franye                 | TV film |
| 1995      | Magic in the Water                          | Jack Black                       | |
| 1995      | The Last Supper                             | Dominerende mand                 | |
| 1995      | Charlie Grace                               | Charlie Grace                    | Hovedperson, 6 episoder |
| 1996      | Strangers                                   | Mark                             | Episode: "Visit" |
| 1996-2000 | Chicago Hope                                | Dr. Jack McNeil                  | Hovedperson, 95 episoder Nomineret - Screen Actors Guild Award for Outstanding Performance by an Ensemble in a Drama Series (1996) Nomineret - Screen Actors Guild Award for Outstanding Performance by an Ensemble in a Drama Series (1997) |
| 1997      | Adventures from the Book of Virtues         | Ulysses                          | Episode: "Perseverance" |
| 1997      | Casualties                                  | Tommy Nance                      | |
| 1997      | The First to Go                             | Jeremy Hampton                   | |
| 1998      | From the Earth to the Moon                  | Wally Schirra                    | 2 episoder |
| 1998      | Fear and Loathing in Las Vegas              | Magazine Reporter at Mint 400    | |
| 1999      | I'll Remember April                         | John Cooper                      | |
| 2000      | For All Time                                | Charles Lattimer                 | |
| 2000      | The Amati Girls                             | Lawrence                         | |
| 2001      | Crossfire Trail                             | Bruce Barkow                     | |
| 2001      | And Never Let Her Go                        | Thomas Capano                    | TV movie |
| 2001      | Legenden om Tarzan                          | Bob Markham (stemme)             | Episode: "Tarzan and the Outbreak" |
| 2002      | Local Boys                                  | Jim Wesley                       | |
| 2002      | Præsidentens mænd                           | Special Agent Simon Donovan      | 4 episoder Nomineret- Primetime Emmy Award for Outstanding Guest Actor - Drama Series |
| 2003      | Interne Affærer                             | Special Agent Leroy Jethro Gibbs | 2 episoder (NCIS pilot episoder) |
| 2003      | Freaky Friday                               | Ryan                             | |
| 2003-nu   | NCIS                                        | Special Agent Leroy Jethro Gibbs | Nuværende hovedperson, hver episode Nomineret - People's Choice Award - Favorite TV Drama Actor (2009) |
| 2004      | Chasing Liberty                             | President James Foster           | |
| 2009      | Weather Girl                                | Dale                             | |
| 2010      | Justice League: Crisis on Two Earths        | Superman (stemme)                | Direct-to-DVD release |